# Viškovci (żupania pożedzko-slawońska)
Viškovci – wieś w Chorwacji, w żupanii pożedzko-slawońskiej, w mieście Pleternica. W 2011 roku liczyła 234 mieszkańców.